# Trosc Mór
El Trosc Mór (en inglés Truskmore) es una montaña de Irlanda (647 metros). 

## Geografía

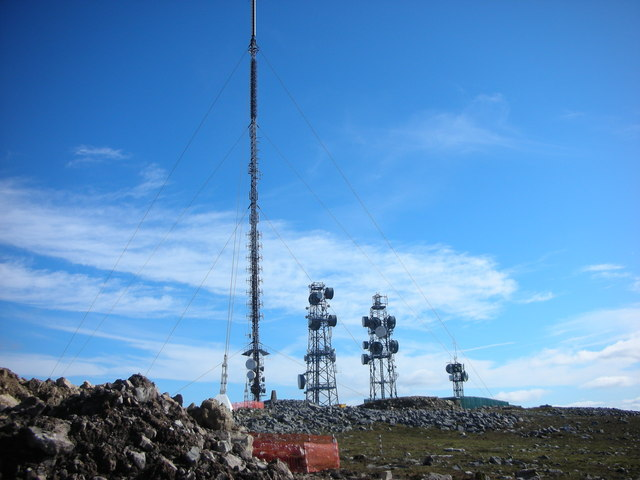
Cima del Trosc Mór

La montaña es el punto más alto de la cadena de las Montañas Dartry. Se sitúa  a lo largo de la frontera entre los condados de Sligo y de  Leitrim (República de Irlanda). Su cumbre pertenece al condado de Sligo, del cual es punto más alto. Por sus altitud y prominencia el Trosc Mór puede ser definido como un Marilyn y un Hewitt. En la cima del Trosc Mór hay grandes antenas de transmisión. 

## Ascenso a la cima
Para escalar el Trosc Mór no es necesario un equipo especial, ya que el recorrido es fácil, pero las condiciones meteorológicas del monte son desde siempre variables.